# Psidium acutangulum
Psidium acutangulum, ook wel coronilla of araçarana genoemd, is een boom uit de mirtefamilie (Myrtaceae). De soort is nauw verwant aan de guave (Psidium guajava). 
Het is een groenblijvende, tot 12 m hoge boom met vierkantige takken. De bladeren zijn overstaand, ovaal of breed-lancetvormig, gaafrandig en leerachtig. Ze zijn toegespitst, afgerond aan de basis en tot 14 × 4 cm groot. De bladschijf heeft acht tot tien zijnerven, waartussen het blad iets gewelfd is. De bloemen zijn langgesteeld en staan met één tot drie stuks in de bladoksels. Ze bestaan uit een vier- tot vijflobbige kelk en vijf witte, tot 2 cm lange, ovale kroonbladeren. De bloemen hebben tot wel driehonderd meeldraden.
De vruchten zijn afgerond of peervormig en 3–8 cm groot. Aan het uiteinde blijven de kelkbladen behouden. De schil is rijp groenig-geel of bleekgeel en vaak zwartgestippeld of gevlekt. Het lichtgele vruchtvlees is zacht, sappig, zuur en aromatisch. De vrucht bevat vele lichtgele, driekantige zaden. De vruchten kunnen met suiker bestrooid als handfruit worden gegeten of tot sap en compote worden verwerkt.
De coronilla komt van nature voor van Colombia tot in het Amazonebekken. De soort wordt vooral in Brazilië voor zijn vruchten gekweekt.